# Circuito callejero de Seúl
El circuito callejero de Seúl es un circuito urbano de carreras ubicado en Seúl, Corea del Sur. Fue anunciado en julio de 2019 y es sede del e-Prix de Seúl de Fórmula E.
Se ubicará en la villa olímpica de Seúl.

## Historia
El Circuito Urbano de Seúl se establecerá dentro del Complejo Deportivo Jamsil, un área de Seúl que fue construida para albergar los Juegos Olímpicos de Verano de 1988. El circuito planeado pasará por varias de las sedes construidas para las Olimpiadas XXIV, mientras que también discurrirá dentro del propio Estadio Olímpico de Seúl, siendo uno de los pocos trazados en el mundo que utilizará las instalaciones de un estadio en su interior.